# Snowboard aux Jeux paralympiques de 2022
Navigation
Pyeongchang 2018 Milan-Cortina 2026
Les épreuves de snowboard  aux Jeux paralympiques d'hiver de 2022 se tiendront du 6 au 11 mars 2022 dans la station de ski de Taiwu dans le district de Chongli (Hebei).
Deux types d'épreuves seront présents :
- Snowboard Cross : épreuve où les concurrents sont opposés sur un parcours comportant tout un éventail d'obstacles : virages relevés, rollers, spines, sauts, etc.
- Banked Slalom : épreuve dont les concurrents effectuent le parcours en franchissant des portes

Les catégories de handicaps sont soit le haut du corps (SB-UL), soit le bas du corps (SB-LL-1 et SB-LL-2). En juin 2019, l'IPC a décider de supprimer quatre des six épreuves féminines, car les catégories de handicap concernaient trop peu de concurrents lors des championnats du monde de para-snowboard. 
L'épreuve de Banked Slalom a été avancé d'un jour afin d'anticiper une hausse des températures.

## Qualifications
Pour les épreuves de Banked Slalom :
- Être classé et avoir obtenu 80 points WPSB ou plus au classement WPSB Banked Slalom en date du 14 février 2022 (des exceptions peuvent être faites via la méthode d'attribution sur invitation de la Commission bipartite).

Pour les épreuves de Snowboard Cross :
- Être classé et avoir obtenu 100 points WPSB ou plus au classement WPSB Snowboard Cross en date du 14 février 2022  (des exceptions peuvent être effectué via la méthode d'allocation sur invitation de la Commission bipartite)

Chaque comité paralympique ne peut enregistrer que trois sportifs par épreuves.

## Médaillés

### Hommes
| Épreuves               | Or                       | Argent                  | Bronze             |
| ---------------------- | ------------------------ | ----------------------- | ------------------ |
| Snowboard Cross SB-UL  | Ji Lijia (CHN)           | Wang Pengyao (CHN)      | Zhu Yonggang (CHN) |
| Snowboard Cross SB-LL1 | Tyler Turner (CAN)       | Mike Schultz (USA)      | Wu Zhongwei (CHN)  |
| Snowboard Cross SB-LL2 | Matti Suur-Hamari (FIN)  | Garrett Geros (USA)     | Ben Tudhope (AUS)  |
| Banked Slalom SB-UL    | Maxime Montaggioni (FRA) | Ji Lijia (CHN)          | Zhu Yonggang (CHN) |
| Banked Slalom SB-LL1   | Wu Zhongwei (CHN)        | Chris Vos (NED)         | Tyler Turner (CAN) |
| Banked Slalom SB-LL2   | Sun Qi (CHN)             | Matti Suur-Hamari (FIN) | Ollie Hill (GBR)   |

### Femmes
| Épreuves               | Or                     | Argent             | Bronze               |
| ---------------------- | ---------------------- | ------------------ | -------------------- |
| Snowboard Cross SB-LL2 | Cécile Hernandez (FRA) | Lisa DeJong (CAN)  | Brenna Huckaby (USA) |
| Banked Slalom SB-LL2   | Brenna Huckaby (USA)   | Geng Yanhong (CHN) | Li Tiantian (CHN)    |

## Tableau des médailles
- Pays organisateur (Chine)

| Rang  | Nation          | Or | Argent | Bronze | Total |
| ----- | --------------- | -- | ------ | ------ | ----- |
| 1     | Chine           | 3  | 3      | 4      | 10    |
| 2     | France          | 2  | 0      | 0      | 2     |
| 3     | États-Unis      | 1  | 2      | 1      | 4     |
| 4     | Finlande        | 1  | 1      | 0      | 2     |
| 5     | Pays-Bas        | 0  | 1      | 0      | 1     |
| 6     | Australie       | 0  | 0      | 1      | 1     |
| 6     | Grande-Bretagne | 0  | 0      | 1      | 1     |
| Total | Total           | 6  | 6      | 6      | 18    |